# كرايغ لوغان
كرايغ لوغان (بالإنجليزية: Craig Logan)‏ هو مغني بريطاني، ولد في 22 أبريل 1969 في اسكتلندا في المملكة المتحدة.

## وصلات خارجية
- كرايغ لوغان على موقع IMDb (الإنجليزية)
- كرايغ لوغان على موقع ميوزك برينز (الإنجليزية)
- كرايغ لوغان على موقع أول ميوزيك (الإنجليزية)
- كرايغ لوغان على موقع ديسكوغز (الإنجليزية)